# کلاینس شرخهورن
کلاینس شرخهورن (به لاتین: Kleines Schreckhorn) یک کوه در سوئیس است که در کانتون برن واقع شده‌است. کلاینس شرخهورن ۳٬۴۹۴ متر بالاتر از سطح دریا واقع شده‌است.